# Hubert Follenfant
Hubert Follenfant es un deportista francés que compitió en vela en la clase 470.
Ganó cuatro medallas en el Campeonato Mundial de 470 entre los años 1970 y 1975, y tres medallas en el Campeonato Europeo de 470 entre los años 1971 y 1974.

## Palmarés internacional
| Campeonato Mundial | Campeonato Mundial                  | Campeonato Mundial | Campeonato Mundial |
| Año                | Lugar                               | Medalla            | Clase              |
| ------------------ | ----------------------------------- | ------------------ | ------------------ |
| 1970               | Lacanau (Francia)                   | Medalla de plata   | 470                |
| 1971               | Ostende (Bélgica)                   | Medalla de plata   | 470                |
| 1972               | Montreal (Canadá)                   | Medalla de plata   | 470                |
| 1975               | Association Island (Estados Unidos) | Medalla de plata   | 470                |
| Campeonato Europeo |                                     |                    |                    |
| Año                | Lugar                               | Medalla            | Clase              |
| 1971               | Southend (Reino Unido)              | Medalla de oro     | 470                |
| 1972               | Medemblik (Países Bajos)            | Medalla de plata   | 470                |
| 1974               | El Masnou (España)                  | Medalla de bronce  | 470                |